# Yma Sumac
Pour les articles homonymes, voir Sumac.
 (mars 2010).
Si vous disposez d'ouvrages ou d'articles de référence ou si vous connaissez des sites web de qualité traitant du thème abordé ici, merci de compléter l'article en donnant les références utiles à sa vérifiabilité et en les liant à la section « Notes et références ».
Yma Súmac (née Zoila Augusta Emperatriz Chávarri del Castillo le 13 septembre 1922 dans un village à proximité d'Ichocan (es), dans la région de Cajamarca (vraisemblablement), ou à Callao selon d'autres sources, et décédée le 1er novembre 2008 à Los Angeles), est une chanteuse péruvienne.

## Biographie

### Enfance et adolescence
Zoila Augusta Emperatriz Chávarri Castillo est née le 13 septembre 1922 à Callao et a grandi à Ichocán, dans le département de Cajamarca (Pérou) où ses parents sont propriétaires d'une hacienda. Elle est la dernière de six enfants, précédée de trois sœurs et deux frères. Dans la mythologie et dans la légende inca, la position de dernière fait d'elle la descendante de la grande lignée royale inca pour la raison suivante : le dernier des enfants bénéficie de l'expérience et de la sagesse des autres enfants de la famille. Certaines biographies affirment qu'elle aurait été l’une de descendantes avérées du dernier souverain de l'Empire inca, Atahualpa.
Depuis son plus jeune âge, « Perita » (surnom que lui ont donné ses amis), a exprimé le désir d'être chanteuse. Ce projet est fermement repoussé par ses parents, Sixto Chávarri (architecte d'origine basque-espagnole) et Emilia Castillo Atahualpa (enseignante d'origine inca et européenne), pour qui « chanteuse » n'est pas une carrière envisageable pour une jeune fille. Zoila s'entraîne au chant dans la montagne, répète des chansons folkloriques de son pays en imitant le chant aigu des oiseaux. Cette pratique lui permettra de devenir l'une des rares chanteuses à acquérir une voix qui s'étend sur quasiment cinq octaves.

« Les sons étranges que j'ai entendus dans la montagne ne sont pas les mêmes que ceux de la jungle, l'Amazonie au Pérou. L'Amazonie regorge de sons exotiques, qui peuvent être effrayants et source d'inspiration musicale. Et c'est ce que j'ai étudié, j'ai pensé aux chants des oiseaux que j'ai essayé d'imiter en me disant : voilà mon public ! »

— Yma Sumac : la Castafiore Inca
Très jeune (dès l'âge de 13 ans), elle participe déjà à la fête de l'Inti Raymi de son village natal. L'Inti Raymi est une cérémonie religieuse typique du Pérou, organisée chaque année au mois de juin au moment du solstice d'hiver, qui coïncide avec la fête chrétienne de Saint-Jean. Ce sont des rassemblements et des processions dans les rues (qui peuvent durer une semaine), lors desquels tout le monde danse, chante, joue de la musique et boit. Ce sont en général des chanteurs locaux qui y participent et qui interprètent des morceaux ou des chants traditionnels.

### Débuts péruviens (1941–1944)
Le 24 juin 1941, Zoila est repérée par un fonctionnaire du ministère de l'Éducation alors qu'elle participe à la fête, chantant devant un public de plus de 25 000 personnes. Elle avait déjà été choisie en raison de ses capacités vocales inhabituelles pour chanter, après la cérémonie, au Pompe de Amancaes, un amphithéâtre naturel de la banlieue de Lima. Le fonctionnaire fait part de cette découverte au ministre de l'Éducation. Le ministre décide de l'envoyer à Lima avec sa famille où elle intègre l'institut Santa Teresa, le meilleur collège catholique pour enfants de la capitale. Elle participe alors à un concert à Cajamarca, au cours duquel elle est repérée par Moisés Vivanco (es), un musicien originaire de la ville d'Ayacucho, qui lui propose d'intégrer la Conjunto Folklórico Peruano ou Compañía Peruana de Arte (Compagnie péruvienne de l’Art) (un groupe de quarante-six danseurs, chanteurs et musiciens), qu'il a lui-même fondée un an plus tôt.
La jeune Zoila Augusta commence sa carrière internationale en avril 1942 à la radio argentine avec la troupe de Vivanco sous le pseudonyme Imma Sumack, nom en quechua calqué de l'espagnol ¡qué bella! (« qu'elle est belle ! ») Le 6 juin 1942, elle se marie en cérémonie civile avec Moisés Vivanco à Arequipa, Pérou. Yma a 20 ans, Moisés en a 24.
Ils effectuent une tournée en Amérique du Sud, notamment en Argentine en 1943 (où Yma réalise ses premiers enregistrements), puis au Brésil, au Chili et au Mexique en 1945, jusqu'en janvier 1946, date à laquelle ils dissolvent la Compañía Peruana de Arte pour partir aux États-Unis. Lors de cette tournée en Amérique du Sud, la prestation d'Yma Sumac est particulièrement appréciée par la chanteuse et actrice américaine Grace Moore qui l'a entendue lors de l'un de ses récitals. Elle propose au trio de les aider, à leur arrivée aux États-Unis, s'ils décidaient de tenter de s'y produire.
Les premiers enregistrements d'Yma Sumac datent de 1943. Ils sont effectués en Argentine pour le label Odeon sous le nom d'Imma Sumack.

### Arrivée du trio à New York (1946–1948)
En janvier 1946, le trio Inca Taky part pour les États-Unis, composé d'Yma Súmac au chant (soprano), de Moisés Vivanco à la guitare et de sa cousine Cholita Rivero au chant (contralto) et à la danse. Ils s'installent à New York et commencent à chercher des lieux où présenter leur spectacle. Le 26 janvier 1947, Grace Moore disparaît de façon tragique dans un accident d'avion à Copenhague, sans avoir pu rencontrer Yma Súmac depuis son arrivée aux États-Unis. Le consul général du Pérou aux États-Unis reconnaît dans un document daté du 23 septembre 1946 que : 

« Yma Sumac est une descendante de l'empereur inca Atahualpa étant donné que sa mère Emilia Atahualpa descend directement du dernier empereur inca du Pérou, en accord avec les autorités de l’histoire des Incas et de l’histoire péruvienne en général.. »

 Mais cette filiation royale est remise en cause par Nicholas E. Limansky, biographe de Yma Sumac, car selon lui: 

« Hollywood a adopté la gentille fille qui voulait être une chanteuse folk, l’a habillée et a dit qu’elle était une princesse,. »

Le trio se produit sans grand succès pendant trois ans, allant même jusqu'à ouvrir un commerce de thon, durant la grossesse d'Yma Sumac, dont le premier fils Charlie (Papuchka) naît le 7 février 1949. C'est à partir de 1949 que l'on commence à entendre parler d'eux à Hollywood.

### Triomphes à New York (1949–1953)
Lors d'un petit concert dans une discothèque new-yorkaise, le Blue Angel, un agent du label discographique Capitol Records les repère. En 1950, elle obtient un contrat avec Capitol Records et son nom est réorthographié d'Imma Sumack en Yma Súmac, jugé plus glamour. La compagnie de disque oblige également Vivanco à réorchestrer ses chansons pour un orchestre complet et non plus juste le trio de base. Elle enregistrera six albums originaux pour Capitol Records de 1950 à 1959, qui ne cesseront d'être réédités et augmentés jusqu'à la fin des années 1980 (ils seront difficiles à trouver durant une dizaine d'années avant d'être réédités en CD à partir de 1995).
Yma Sumac prépare son premier album dès 1949. Deux titres enregistrés pendant une session studio effectuée à Manhattan (aux Nola Studios) en 1949 ont surgi sur deux compilations respectivement en 1995 et en 1997. Le premier disque de Yma Sumac avec la nouvelle orthographe sort en septembre 1950 et s'intitule Voices of the Xtabay. C'est ce disque qui la rend célèbre aux États-Unis malgré l'absence de publicité. Les huit titres sont enregistrés en février 1950 à Hollywood (aux Melrose Recordings Studios) et paraissent en 78 tours 25 cm sous forme de coffret comprenant 4 disques chez Capitol Records. Une version du coffret avec quatre 45 tours paraît en même temps. La version 33 tours 25 cm paraît en 1952. À partir de 1955, les albums Voices of the Xtabay et Inca Taqui paraissent ensemble sur un 33 tours 30 cm (Capitol Records). Voices of the Xtabay atteint le Billboard 200. Elle se produit alors à l'Hollywood Bowl, au New York's Hotel Pierre, au Carnegie Hall et au Royal Albert Hall.
Une version dite Boy and Girl de Xtabay est réalisée en février 1950 (c'est un mixage à partir des bandes studio avec l'ajout d'une voix masculine), mais ne paraîtra qu'en 1995 dans une compilation anglaise intitulée : Voice of the Xtabay and Others Exotic Delights chez Rev–Ola.

« Depuis qu'elle a posé le pied sur le sol américain, Yma Súmac et sa voix d'or ont électrifié les foules ! Si vous aimez ses disques, vous serez surement subjugué par cette voix unique qui couvre près de cinq octaves ! peut-on entendre à la télévision américaine à ce moment-là ! »

— Yma Sumac : la Castafiore inca
À partir du 14 mai 1951, Yma Sumac participe à une comédie musicale intitulée Flahooley à Broadway où l'actrice Barbara Cook fait ses débuts. Flahooley est une comédie musicale de E.Y. Harburg et Fred Saidy à laquelle participe Yma Sumac à partir du 14 mai 1951 à Broadway, et pour quarante représentations. La musique est de Sammy Fain et les paroles des chansons de E. Y Harburg. La direction musicale est assurée par Maurice Levine. L'orchestration est de Ted Royal. Avec Barbara Cook, Jerôme Courtland, Irwin Corey, Fay Dewitt, Marilyn Ross, Lulu Bates et Yma Sumac. Elle enregistre trois titres le 27 mai 1951 au Broadhurst Theatre de New York, pour un coffret de six 78 tours Capitol Records portant le titre de la comédie musicale (parution en 1951) et comprenant 20 titres. Ce disque sort en 1955 sous la référence Capitol Records en 33 tours 30 cm.
Le deuxième disque d'Yma Sumac sort le 15 février 1952 et s'intitule Legend of the Sun Virgin. Les 12 titres sont enregistrés en septembre 1951 à Hollywood. Ils sortent sous forme d'un coffret de quatre 78 tours. Les musiques sont de Moises Vivanco. Une version du coffret avec quatre 45 tours paraît en même temps. La version 33 tours 25 cm paraît en 1952, et la version 33 tours 30 cm en 1956. Le 21 avril 1952, Yma Suma enregistre deux titres à New York. Il paraîtront sur un 78 tours dans le courant de l'année 1952 (ainsi que sur un 45 tours), et ne seront jamais réédités en 33 tours.
Le troisième album sort le 10 août 1953 et s'intitule Inca Taqui, du nom du trio qu'elle a formé avec son mari et la cousine de celui-ci à son arrivée aux États-Unis. Enregistré à Hollywood le 7 mars 1953 le disque sort en 33 tours 25 cm.

### Tournages et tournées (1954–1966)

Affiche d'un concert d'Yma Súmac au Sans Souci de Montréal, Québec, au Canada.

Elle tourne également dans plusieurs films. Le plus connu reste Le Secret des Incas, un film réalisé par Jerry Hopper, avec Charlton Heston, qui lui permet de consolider sa carrière et de s'affirmer comme une grande star hollywoodienne. Ce film tourné en partie dans les ruines du Machu Picchu sort le 30 mai 1954. Yma Sumac y interprète trois titres tirés de son premier disque : Taita Inty, Tumpa ! et Ataypura !.
En 1955, elle est naturalisée américaine. En 1957 elle joue et chante également dans le film Omar Khayyam de William Dieterle, produit par la Paramount. Elle interprète trois morceaux qui ne seront hélas pas publiés sur le disque de la bande originale du film (Take My Heart, The Loves of Omar Khayyam et une version courte de Lament). Le film sort le 23 août 1957 aux États-Unis.
Le quatrième album d'Yma Sumac sort en février 1955 et s'intitule Mambo ! Yma Sumac enregistre plus de onze titres entre août et septembre 1954 (aux studios d'Hollywood en Californie). Huit titres paraîtront sur le 33 tours 25 cm (Capitol Records). Ce 33 tours constitue la première édition de Mambo !
Le 20 décembre 1956, elle se sépare de Moíses Vivanco de façon très médiatique. Le couple ne se remariera pas, contrairement aux rumeurs mais continuera à travailler ensemble. En avril 1959, paraît Fuego del Ande, son dernier enregistrement pour Capitol Records.
Le sixième album sort en janvier 1957 et s'intitule Legend of the Jivaro. Il est enregistré en juin 1956 en grande partie dans les studios d'Hollywood. C'est le premier disque d'Yma Sumac à paraître directement au format 33 tours 30 cm (dès le premier pressage). Le septième album sort en avril 1959 et s'intitule Fuego del Ande. Fuego del Ande est enregistré au début de 1959 dans les studios de Hollywood. C'est le premier enregistrement d'Yma Sumac réalisé également au format stéréophonique. Les enregistrements ont lieu en deux sessions différentes.
À la fin des années 1950, elle part en tournée en Amérique du Nord avec The Montreal and Toronto Symphony Orchestras, puis passe sur la côte ouest des États-Unis.
Au début des années 1960, le couple doit faire face à des problèmes avec le fisc américain et Moises Vivanco décide de quitter les États-Unis pour une tournée mondiale qui commence par les capitales européennes. Après Zurich, elle passe par Paris et fait un triomphe sur la scène de l'Alhambra.
Maurice Chevalier déclare à cette occasion : « C'est une des rares chanteuses que l'on peut écouter les yeux ouverts ! Peut-on entendre à la télévision française ! » Invitée par le secrétaire général Nikita Khrouchtchev, Yma Súmac se rend en URSS en 1961 ; partie pour deux semaines de concerts, elle y est si bien accueillie qu'elle s'y installe pour six mois. C'est à ce moment qu'elle enregistre un disque en public à Bucarest, en Roumanie. Ce disque sera intitulé Live in Russia, du nom de la tournée dite « russe ». « J'ai eu un énorme succès, j'avais tout ce qu'on peut désirer et je voyageais tous les jours à travers l'Union soviétique. » Sa tournée se poursuit à travers l’Asie, l’Europe et l’Amérique. Elle retourne aux États-Unis (à Los Angeles) en 1962 mais le monde musical l'a oubliée. Elle chantera cependant un peu à la télévision américaine.
En 1961 sort l'album Live in Moscow. Il est enregistré en 1961 par le label Electrecord sous la référence EDE 073. Il paraît au format 33 tours 30 cm. Cette même année, Yma Sumac quitte les États-Unis pour une tournée de six mois en Union Soviétique. Elle est accompagnée par son mari Moises Vivanco à la guitare et par Cholita Rivero qui chante et danse à ses côtés. Tous trois forment « l'Inca Taki Trio ». La tournée se poursuit en Roumanie, et un soir de 1961 à Bucarest, le concert est enregistré. Il paraît sur un 33 tours 30 cm en Roumanie en 1961, et est intitulé Live in Russia. Il disparaît rapidement de la circulation. Une copie pirate de mauvaise qualité, enregistrée à partir du 33 tours paraît en cassette dans les années quatre-vingt, puis en CD en 1992 aux États-Unis. L'enregistrement ne sera réédité qu'en 2006, à partir des masters originaux, et augmenté d'un titre. Cet enregistrement est le seul témoignage des concerts qu'Yma Sumac donnait en Europe au début des années 1960, et le seul enregistrement public existant. Ce concert est également filmé et diffusé sur la télévision Roumaine, mais n'a été enregistré sur aucun support. En 2006, le morceau qui ouvrait le concert (lequel avait été enregistré, mais n'était paru que sur un single) a été retrouvé et ajouté à la réédition en compact disque. Cette réédition présente les morceaux d'une façon différente, plus proche de l'ordre dans lequel Yma Sumac les chantait lors du récital. L'orchestre est conduit par Moises Vivanco et Sile Dinicu.

### Semi-retraite (1968–1984)
En 1965, elle fait croire qu'elle divorce une seconde fois de Moises Vivanco, alors en voyage en Espagne, puis rentre au Pérou en 1968 où elle s'installe et vivra jusqu'au milieu des années 1980, proche de ses parents. Elle revient brièvement à New York en 1971 et enregistre avec Les Baxter un album de rock psychédélique : Miracles. Mais, des différends opposent Yma Sumac et le producteur Bob Covais : l'album est retiré de la vente peu de temps après sa sortie — ce sera son dernier album studio ; curieusement, c'est cet album Miracles, qu'elle déteste, sauf la chanson Magenta Mountain, alors qu'il lui permet de relancer sa carrière à l'époque. À l'occasion de cette parution, le jeune public redécouvre cette voix unique et, curieux de voir le phénomène Yma Súmac en scène, lui demande de se produire à nouveau. Elle rentre aux États-Unis en 1984 après une semi-retraite de quelque seize ans.
Le huitième et dernier album d'Yma Sumac s'intitule Miracles, et paraît en janvier 1972. Il s'agit d'un album de rock psychédélique en collaboration avec Les Baxter (qui l'a découvert), enregistré à Hollywood aux Western Recording Studios, en septembre 1971. Il paraît sous le label London Records pour Decca. C'est le premier album américain d'Yma Sumac depuis 1959. Produit par Bob Covais pour KBC International. À la suite d'un désaccord entre Yma Sumac et Bob Covais l'album est retiré de la vente. L'album devait contenir 12 titres au départ. Les deux titres enregistrés en 1971 ne paraîtront qu'en juillet 1998, lors de la réédition de l'album en CD, réalisée par Bob Covais & Don Pierson.
Elle reprend une petite activité en ajoutant de nouvelles compositions dans ses tours de chant, passe au Carnegie Hall et à l'Hollywood Bowl. Finalement, elle revient sur le devant de la scène à la fin des années 1980, mais sa « nouvelle carrière » sera plus calme qu'au début des années 1950.

### Retour (1987–1998)
En 1987, elle enregistre une chanson pour un album curieux de reprises « modernes » de chansons phare des films de Walt Disney Pictures. On la voit également chanter à la télévision américaine dans l'émission de David Letterman Late Night, le 18 mars 1987 où elle interprète Ataypura. Elle fait ensuite un passage en Europe, chante à Bruxelles en 1988, puis à Berlin.
L'album Stay Awake sort en 1988. Ce n'est pas un album d'Yma Sumac, mais une compilation d'enregistrements modernes de titres classiques des films Disney. À cette occasion Yma Sumac enregistre un titre. Ce sera son dernier enregistrement commercial. Il sort sous la forme d'un 33 tours 30 cm chez A & M Records, référence SP 3918. Il sort également en CD chez BMG Direct Marketing, sous la référence n° CD 3918 DX 003644.
Du 1er au 18 mars 1990, elle joue et chante dans Follies (une comédie musicale dramatique de Stephen Sondheim) au Terrace Theatre de Long Beach, en Californie. Elle y tient le rôle de Heidi, une vieille diva d'opéra. En 1991, elle est à Berlin et s'occupe à de nouvelles prises de voix pour un album de « remix » qu'elle souhaite produire. Elle travaille sur un titre de l'album Mambo intitulé Gopher, et en tire trois titres. Le CD paraît en Allemagne en 1991. Elle se produit alors en Allemagne, à Hambourg, et en Belgique, et passe souvent à la télévision. Le 1er mai 1992, elle se produit même (pour un concert d'une heure et demie) au Printemps de Bourges, en France, dans le Grand Théâtre de la maison de la culture.
Produit en partie par Yma Sumac, l'album Mambo ConFusion sort en 1991 en Allemagne. Édité par Deutsche Schallplatten et Funkturm Verlage à Berlin en CD. Il s'agit d'un disque de 3 titres réalisé à partir d'un titre de l'album Mambo ! Le morceau intitulé Gopher est arrangé par Yma Sumac et Chris Zippel à partir de l'enregistrement original et de nouvelles prises de voix d'Yma Sumac réalisées en 1991 au Hansa Studio à Berlin, et remixé par Manuel Karpinsky au Tritonus Studio à Berlin.

Le 5 avril 1992[réf. nécessaire], Véronique Mortaigne, critique musical, écrira dans le journal Le Monde à propos de sa venue (extraits de l'article) : 

« Les plus dévots […] se demandaient encore si au premier frémissement de rideau cela n'allait pas tourner à la catastrophe.  La voix d'une chanteuse capable d'escalader les octaves, de vendre plusieurs dizaines de millions d'albums à travers le monde dès le début des années 1950, avait-elle résisté à l'épreuve du temps ? Yma Sumac, insaisissable star de l'ancienne génération, allait-elle même venir à Bourges ? Elle fut au rendez-vous, à l'heure, et chanta merveilleusement bien […]. Enveloppée d'un voile vert sur vert […] encadrée d'excellents musiciens, condition qu'elle avait elle-même mise à sa venue, huit comparses solides menés par le musicien contemporain Jay Gottlieb au piano, elle chante en espagnol, en quechua, en anglais, parle abondamment, de sa carrière, de la douleur, de sa venue à Moscou, à Paris ou au Carnegie Hall, du plaisir qu'elle a à être à « Bourrr-je ». Puis entonne un mambo, une chanson napolitaine, une autre russe (le Temps du muguet), ou encore une sublime berceuse quechua. Elle intime à ses musiciens l'ordre d'accélérer la rythmique, chasse un papillon de nuit perdu dans la lumière des projecteurs. Puis, une heure trente plus tard, s'excuse, dit qu'elle est fatiguée, qu'elle n'aime guère la pluie, et s'en va. « On me demande souvent de chanter des notes très aiguës, dit-elle, mais ce n'est pourtant pas là l'essentiel. » De fait, l'aigu s'est émoussé. Mais la maîtrise de la voix reste entière. Yma Sumac sait comment la pousser aux extrêmes, la ramener à un souffle, un frémissement, la poser, la faire jaillir de la gorge ou de la poitrine. Elle chamboule les règles, déclassifie les genres en passant d'une voix de chanteuse noire à celle d'une cantatrice classique, en change le sexe et la nature. Intemporelle, profondément plongée dans une musique qu'elle a, dit-elle, déjà souvent interprétée à Biarritz, à Berlin, à Rio, il y a dix, vingt, deux mille ans ?, elle demeure. »

Elle passe ensuite en Allemagne (Hambourg), puis retourne aux États-Unis et donne quelques concerts à San Francisco et à Hollywood.

« Ce qui me surprend le plus, c'est que je me suis rendu compte que pour les jeunes générations, les stars du rock, je suis source d'inspiration. "Yma Sumac vous êtes notre source d'inspiration !" C'est surprenant ! Ils aiment beaucoup ma musique… quand je demande pourquoi ? Ils répondent : "Nous avons tous vos disques et nous vous aimons beaucoup !". Et chaque fois que je me produis à Los Angeles ou ailleurs aux USA, les rockers sont au premier rang. »

— Yma Sumac : la Castafiore inca
En juillet 1997, elle chante au Festival de jazz de Montréal (Canada). Puis, elle prend sa retraite à Los Angeles.

### Pèlerinage au Pérou et décès
Au début de mai 2006, Yma Súmac retourne deux semaines au Pérou pour y recevoir les félicitations du gouvernement pour son aide à la diffusion de la culture péruvienne dans le monde. Elle y est décorée le 6 mai de l'ordre du Soleil (au palais Torre-Tagle), la plus haute distinction péruvienne, réservée aux présidents et princes du sang. Le 15 mai, on lui remet les clés de la ville de Lima.
Elle rentre ensuite aux États-Unis en promettant de revenir s'installer au Pérou. Elle meurt dans une clinique médicalisée de Silver Lake le 1er novembre 2008 des suites d'un cancer.

## Discographie

### Débuts argentins
- Parutions originales péruviennes
  - Cholo Traicionero – 78 tours n° 272 Odeon (p & m : Moises Vivanco)
  - Payande – 78 tours n° 272 Odeon (p & m : inconnus & arrangements de Moises Vivanco)
  - Amor Indio (indian Love) – 78 tours n° 274 Odeon (p & m : Moises Vivanco)
  - La Benita  – 78 tours n° 274 Odeon (p & m : Moises Vivanco)
  - Un Amor (One Love) – 78 tours n° 276 Odeon (p & m : Moises Vivanco)
  - Qué Lindos Ojos – 78 tours n° 276 Odeon (p & m : Moises Vivanco)
  - Punchauniquipy – 78 tours n° 306 Odeon (m : Baltazar Zegarra) – titre uniquement instrumental.
  - Cholitas Punenas – 78 tours n° 306 Odeon (p : Cuentas Ampuero & m : Moises Vivanco)
  - Melgar – 78 tours n° 316 Odeon (p & m : Benigno Ballon Farfan & arrangements de Moises Vivanco)
  - Andina – 78 tours n° 316 Odeon (m : Moises Vivanco) – titre uniquement instrumental.
  - Mashinringa – 78 tours n° 328 Odeon (p & m : inconnus & arrangements de Moises Vivanco) – titre figurant en face A du 78 tours, la voix est celle de Rosita Vivanco (sœur de Moises Vivanco).
  - La sirena – 78 tours n° 328 Odeon (p & m : inconnus & arrangements de Moises Vivanco)
  - A ti Solita te Quiero (I Love Only You) – 78 tours n° 330 Odeon (p & m : Moises Vivanco)
  - El Picaflor – 78 tours n° 330 Odeon (p : Rosario Huirse Munoz & m : Carlos (?) & arrangements de Moises Vivanco)
  - Un Picaflor la Desangro – 78 tours n° 362 Odeon - (poème récité par Rosita Vivanco avec accompagnement)
  - Virgenes del Sol – 78 tours n° 362 Odeon (p : Jorge Bravo De Rueda & m : Moises Vivanco)
  - Carnaval Indio – 78 tours n° 415 Odeon (p & m : inconnus & arrangements de Moises Vivanco)
  - My Vida Y La Tuya – 78 tours n° 415 Odeon (p & m : Eduardo Marquez Talledo) – voix : Los Chalanes.
  - Waraka Tusuy – 78 tours n° inconnu Odeon (p & m : inconnus & arrangements de Moises Vivanco)
  - Wilafitay – 78 tours n° inconnu Odeon (p & m : Moises Vivanco)
  - Amor – 78 tours n° inconnu Odeon (p & m : inconnus & arrangements de Moises Vivanco)
  - Te Quiero – 78 tours n° inconnu Odeon (p & m : inconnus & arrangements de Moises Vivanco)
  - Pariwana – 78 tours n° inconnu Odeon (p & m : inconnus & arrangements de Moises Vivanco)

Les parutions européennes, australiennes et néo-zélandaises ont généralement eu lieu sous le label Parlophone.

### Singles
- 1952 : Babalu / Wimoweh

### Réorchestrations
Un certain nombre de titres parmi les premiers enregistrements d'Yma Sumac ont été réorchestrés et réarrangés pour les albums suivants.
- Virgines del sol (1943) a été réutilisé pour l'album Fuego del Ande pour réaliser le titre : Virgines del sol (1959)
- Cholo Tracionero (1943) a été réutilisé pour l'album Inca Taqui pour réaliser le titre : Llulla Makta (1953)
- Amor Indio (1943) a été réutilisé pour l'album Legend of the Sun Virgin pour réaliser le titre : Kuyaway (1951)
- A Ti Solita Te Quiero (1943) a été réutilisé pour l'album Voices of the Xtabay pour réaliser le titre : Monos (1950)
- Carnaval Indio (1943) a été réutilisé pour l'album Mambo ! pour réaliser le titre : Indian  Carnaval (1954)
- Cholo Tracionero (1943) a été réutilisé pour l'album Inca Taqui pour réaliser le titre : Llulla Makta (1953)
- Hymn to the Sun Virgin (1949) a été réutilisé pour l'album Voices of the Xtabay pour réaliser le titre : Taita Inty (1950)
- Negrito Filomeno (1949) a été réutilisé pour l'album Legend of the Sun Virgin pour réaliser le titre : Zana (1952)
- Birds (1951) a été réutilisé pour l'album Inca Taqui pour réaliser le titre : Chuncho (1953)
- Gopher (1954) a été réutilisé pour l'album Mambo ConFusion pour réaliser le titre : Mambo ConFusion (1991)
- Gopher (1954) a été réutilisé pour l'album Mambo ConFusion pour réaliser le titre : Mambo Hip (1991)

### Bandes-son
Un certain nombre de titres d'Yma Sumac ont été exploités pour des bandes originales de films. Ainsi :
- Les morceaux Taita Inty (Virgin of the Sun God), Ataypura (High Andes) et Tumpa (Earthquake) seront repris dans le film Le Secret des Incas avec Charlton Heston en 1954.
- Le morceau Ataypura se trouve sur la bande originale du film The Big Lebowski (1998).
- Le morceau Xtabay se trouve sur la bande originale du film Men with Guns (1997) et celle du film Die Österreichische Methode (2006).
- Le morceau Bo mambo se trouve sur la bande originale du téléfilm Dead Husbands (1998) (titre français Aprile)
- Le morceau Gopher se trouve sur la bande originale du téléfilm Dead Husbands, du film The In-Laws (2003), du film Confessions of a Dangerous Mind (2002), du film Ordinary Decent Criminals (2000) et du film Happy Texas (1999).
- Le morceau Malambo n° 1 se trouve sur la bande originale du film King of California (2007).
- Le morceau Incacho se trouve sur la bande originale du film de James Bond "Mourir peut attendre" (2021)

## Cinéma
Yma Sumac apparaît dans deux films entre 1954 et 1957.
- Le Secret des Incas, sous la direction de Jerry Hopper, sortie en 1954.
- Les Amours d'Omar Khayyam (Omar Khayyam), sous la direction de William Dieterle, sortie en 1957.

## Influences
Pour une part, les influences musicales « latines » de Bernard Lavilliers lui viennent de l'écoute, étant enfant, d'un disque d'Yma Sumac que possédaient ses parents dans les années 1950,.
Le nom d'Yma Sumac est cité, avec celui de Xavier Cugat, dans les paroles du tube de 1987 Joe le taxi écrit par Étienne Roda-Gil, composé par Franck Langolff et interprété par Vanessa Paradisainsi que dans Occupé composé par Michel Jonasz, musique de Gabriel Yared interprété par Françoise Hardy dans l'album Musique saoule paru en 1978 chez Pathé Marconi/EMI.

## Postérité
- Un Google Doodle a été publié le 13 septembre 2016 pour célébrer le 94e anniversaire de Yma Sumac[23].
- En 1960, une étoile lui a été décernée, catégorie musique sur l'Allée des célébrités. Elle est placée au no  6445 de l'allée (voir article Liste des étoiles du Hollywood Walk of Fame)[24].
- En 2008, elle a été inhumée au Hollywood Forever Cemetery, section " Sanctuary of Memories ". En  septembre 2022, une stèle représentant un buste sculpté à été placée derrière la pierre tombale, à l'occasion du 100e anniversaire de sa naissance.